# Maria Edgeworth
Maria Edgeworth (Black Bourton, Oxfordshire, 1 januari 1767 - Edgeworthstown (Ierland), 22 mei 1849) was een Engelse schrijver en dochter van Richard Lovell Edgeworth.
Haar bekendste werk is Castle Rackrent over de afwezigheid van de Engelse landeigenaars in Ierland. Veel van die landeigenaars lieten hun land in Ierland verloederen en zorgden helemaal niet voor hun huurders. Maria Edgeworth was zelf een landeigenares, maar zij was een "goede" landeigenares die zorgde voor haar huurders.
Tijdens de Grote hongersnood zorgde ze zelfs voor de armere Ieren.

## Trivia

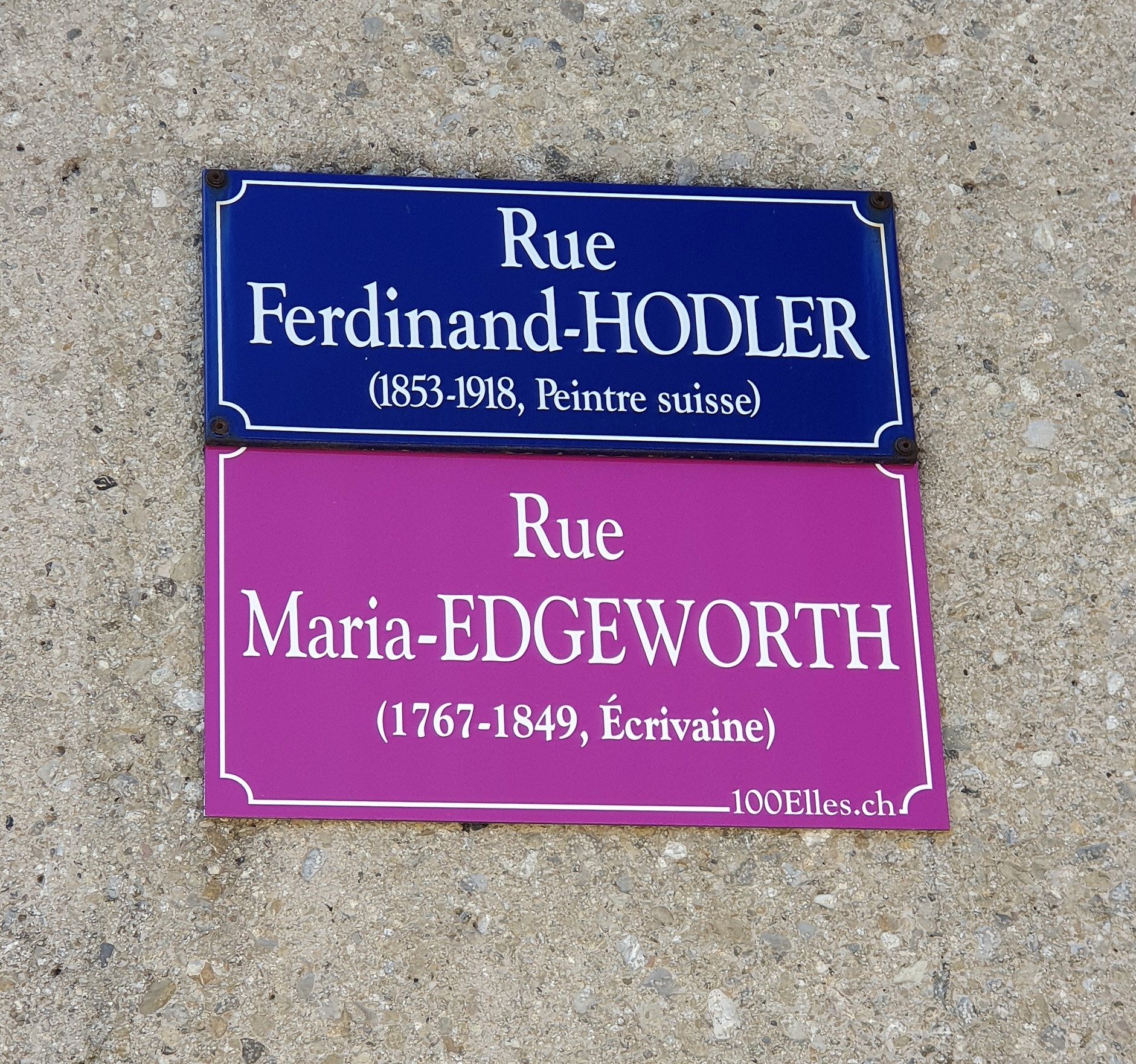
Alternatief straatnaambord van de actie 100Elles* in Genève, 2019.

- In 1985 werd een inslagkrater op de planeet Venus naar haar vernoemd.
- In 2019 werd in Genève door de actie 100Elles* een alternatief straatnaambord opgericht ter ere van Maria Edgeworth.

- Bibsys: 90067609
- Biblioteca Nacional de España: XX1256649
- Bibliothèque nationale de France: cb12401653m (data)
- Catàleg d'autoritats de noms i títols de Catalunya: 981058511758206706
- CiNii: DA00919553
- Digitale Bibliotheek voor de Nederlandse Letteren: edge001
- Gemeinsame Normdatei: 118681648
- International Standard Name Identifier: 0000 0001 2102 2469
- Library of Congress Control Number: n79061006
- Nationale Bibliotheek van Letland: 000080391
- Bibliotheek van het Japanse parlement: 00696052
- Nationale Bibliotheek van Tsjechië: jn19981000947
- Nationale bibliotheek van Australië: 35056414
- Nationale Bibliotheek van Israël: 987007260634505171
- Nationale Bibliotheek van Polen: a0000001137557
- Nederlandse Thesaurus van Auteursnamen: 068438362
- Istituto Centrale per il Catalogo Unico: RAVV076057
- LIBRIS: 184466
- SNAC: w68k7dmv
- Système universitaire de documentation: 027359840
- Trove: 813925
- Union List of Artist Names: 500215240
- Virtual International Authority File: 71477273
- WorldCat: E39PBJp9tjKbr3W8BgpVfQV3cP